# Halysidota grata
Halysidota grata är en fjärilsart som beskrevs av Walker 1866. Halysidota grata ingår i släktet Halysidota och familjen björnspinnare. Inga underarter finns listade i Catalogue of Life.